# Riksdagens ansvarsnämnd
Riksdagens ansvarsnämnd är en myndighet under Sveriges riksdag.
Nämndens primära uppdrag är att pröva frågor om anställningar inom riksdagsförvaltningen, och i nämnden ingår både riksdagsledamöter och civilanställda (vanligtvis jurister). Juristen Anders Perklev är ordförande i nämnden, och jur.kand. Karin Almgren vice ordförande. I nämnden ingår även riksdagsledamöterna Hans Hoff (S) och Gunnar Hedberg (M). Det är riksdagsstyrelsen som utfärdar instruktioner för riksdagens ansvarsnämnd och utser deras ledamöter. Nämnden sammanträder bara när den får in en anmälan, vilket inte hänt sedan år 2002. Till nämndens uppdrag hör dock även ibland att svara på remisser, vilket görs med jämna mellanrum. Under år 2021 besvarade nämnden två remisser, men hanterade inga andra ärenden.